# Associalidade
Associalidade ou associabilidade refere-se à falta de motivação para se engajar numa interação social, ou uma preferência por atividades solitárias. Psicólogos de desenvolvimento também usam os sinônimos não-social, insocial e desinteresse social. Associalidade é distinta mas não excludente do comportamento antissocial (antissocialidade ou antissociabilidade), que implica um antagonismo ativo ou misantrópico em relação a outras pessoas ou o geral da ordem social. Um grau de associalidade é rotineiramente observado na introversão, enquanto o extremo associal é observado em pessoas com uma variedade de condições clínicas.
Associalidade não é necessariamente percebida como aspecto totalmente negativo pela sociedade, desde que ela tem sido usada como uma forma de expressar a discordância de idéias prevalecentes. Isso é visto como um traço desejável em várias tradições místicas e monásticas, nomeadamente no Jainismo, no Catolicismo, na Ortodoxia Oriental, no Budismo e no Sufismo.

## Introversão
A introversão é "o estado ou a tendência em direção a ser total ou predominantemente preocupado e interessado em sua própria vida mental". Alguns escritores têm caracterizado os introvertidos como pessoas cuja energia tende a se expandir por meio de reflexão e diminuir durante a interação.

## Na psicopatologia

### Esquizofrenia
Na esquizofrenia, associalidade é um dos principais 5 os chamados sintomas negativos, sendo os outros avolição, anedonia, embotamento afetivo e alogia. Devido a uma falta de desejo de dar forma a relacionamentos, o isolamento social é comum em pessoas esquizofrênicas. Pessoas com esquizofrenia podem ter défice ou disfunção social, como resultado da doença, levando a um comportamento associal. Delírios frequentes e alucinações continuas podem deteriorar relações e laços sociais com outros, isolando os indivíduos com esquizofrenia da realidade e, em alguns casos, levando à situação de sem-abrigo. Mesmo quando tratados com a medicação para a doença, eles podem ser incapazes de se envolver em comportamentos sociais, tais como a manutenção de conversas, com precisão de perceber emoções em outras pessoas, ou funcionamento em ambientes muito cheios de pessoas. Houve uma extensa pesquisa sobre o uso eficaz do treinamento de habilidades sociais para o tratamento da esquizofrenia, em ambulatórios, bem como unidades de internação. Treinamento de habilidades sociais (TSS, SST em inglês) pode ser usado para ajudar pacientes com esquizofrenia fazer melhor contato visual com outras pessoas, aumento da assertividade, e melhorar, em geral, habilidades de conversação.

### Transtornos de personalidade

#### Transtorno de personalidade esquiva
Associalidade em pessoas com transtorno de personalidade evitativo (TPE) é comum. Eles experimentam desconforto e se sentem inibidos em situações sociais, dominado por sentimentos de inadequação. Tais pessoas permanecem consistentemente medo de rejeição social, escolhendo para evitar compromissos sociais como eles não querem dar às pessoas a oportunidade de rejeitar (ou, eventualmente, aceitar). Pessoas com TPE ativamente evitam ocasiões que exigem a interação social, levando a extremamente tendências associais. Essas pessoas geralmente têm poucos ou nenhuns amigos próximos.
Pessoas com TPE também podem exibir fobia social, com a diferença de que a fobia social é o medo de circunstâncias sociais considerando que TPE é melhor descrito como uma aversão à intimidade nos relacionamentos.

#### Esquizoidia
Transtorno de personalidade esquizóide é caracterizado por uma falta de interesse em relações sociais, uma tendência para um estilo de vida solitário, rituais secretos, frieza emocional e apatia. Os indivíduos esquizóides podem, simultaneamente, demonstrar um mundo de fantasia rico, elaborado e exclusivamente interno.
Esquizoidia não é o mesmo que esquizofrenia, embora compartilhem características semelhantes, como desapego e embotamento afetivo. Há, além disso, o aumento da prevalência da doença em famílias com esquizofrenia.

#### Esquizotipia
Transtorno de personalidade esquizotípica é caracterizado por uma necessidade de isolamento social, ansiedade em situações sociais, comportamento estranho e pensar esquisitamente, e muitas vezes ter crenças não convencionais. As pessoas com este transtorno sentem extremo desconforto com a manutenção de relações de proximidade com as pessoas, e, portanto, elas muitas vezes não têm. As pessoas que têm este transtorno podem apresentar peculiares maneiras de falar e de vestir, e muitas vezes têm dificuldade em formar relações. Em alguns casos, eles podem reagir estranhamente em conversas, não responder ou falar para si mesmos.

### Espectro autístico
A associalidade tem sido observada em indivíduos que foram diagnosticados com transtorno do espectro do autismo (TEA).
Aqueles com autismo podem apresentar profundamente tendências associais, devido a dificuldades com a socialização e as relações interpessoais. Outras causas para o comportamento associal incluem social limitado a expressividade e a baixa sensibilidade para ajudas sociais, emoções, e uso pragmático da linguagem. Uma sugestão é que os indivíduos com autismo têm falta de neurônios espelho que permitem pessoas neurotípicas imitar o comportamento dos outros.
Tendências associais tornam-se perfeitamente perceptíveis em crianças autistas desde idade jovem, devido a déficits no desenvolvimento crucial de competências sociais. Estas habilidades incluem reciprocidade social e emocional, olhar no olho, gestos, expressões faciais e a postura do corpo normais, e a partilha de prazer e interesses com os outros.
Algumas crianças com autismo querem ser sociais, mas não conseguem se socializar com êxito, o que pode levar a posterior retirada e associal comportamento, particularmente, na adolescência.

### Transtornos do humor

#### Depressão
Associalidade pode ser observada em indivíduos que sofrem de transtorno depressivo maior ou distimia, como as pessoas a perder o interesse em atividades diárias e hobbies que eles costumavam apreciar, o que pode incluir atividades sociais, resultando em isolamento social.
O treinamento de habilidades sociais pode ser adaptado para o tratamento da depressão com foco em treinamento da assertividade. Pacientes deprimidos muitas vezes beneficiam-se da aprendizagem para definir limites para os outros, para obter a satisfação de suas próprias necessidades, e para sentirem-se mais auto-confiante nas interações sociais. A pesquisa sugere que os pacientes que estão deprimidos tendem a retirar-se do convívio social, podem se beneficiar do treinamento de habilidades sociais, aprendendo a aumentar interações sociais positivas com os outros, em vez de retrair-se

#### Transtorno de ansiedade social
O comportamento associal é observado em pessoas com transtorno de ansiedade social (TAS), que vivenciam medos perpétuos e irracionais de humilhar-se em situações sociais. Elas muitas vezes sofrem de ataques de pânico e de ansiedade grave, que podem, ocasionalmente, levar a agorafobia. A doença é comum em crianças e adultos jovens, diagnosticados, em média, aos cerca de 13 anos de idade. Se não for tratada, as pessoas com TAS apresentam comportamentos associais na idade adulta, evitando interações sociais e as escolhas de carreira que exigem habilidades interpessoais. Treinamento de habilidades sociais pode ajudar pessoas que sofrem de fobia social ou timidez para melhorar a sua comunicação e habilidades sociais de modo que eles serão capazes de se misturar com os outros ou ir a entrevistas de emprego com maior facilidade e auto-confiança.

### Lesão cerebral traumática
Lesão cerebral traumática (LCT) também pode levar a associalidade e isolamento social.